# Killing Birds
Killing Birds è un film del 1988 diretto da Claudio Lattanzi con lo pseudonimo Claude Milliken. È stato prodotto dalla Filmirage di Joe D'Amato, che ha collaborato anche alla regia dirigendo alcune scene.

## Trama
Il dottor Fred Brown, reduce dal Vietnam, avendo sorpreso la moglie con l'amante, li uccide assieme ai suoceri, risparmiando solo il figlioletto Steve. Durante la furia omicida uccide anche un falco, la cui compagna si "vendica" accecandolo. Vent'anni dopo, Steve, ornitologo anch'egli, con un gruppo di studenti, si reca in una grande villa abbandonata per studiare un raro esemplare di picchio dal becco d'avorio, individuato da Brown. Nella villa, che è quella della strage iniziale, si verificano episodi spaventosi: a uno a uno, infatti, i giovani vengono aggrediti e barbaramente uccisi da morti viventi. Steve e la collega Anne riescono a salvarsi. Durante la fuga incontrano Brown, che svela loro d'essere lui il vero obiettivo dei morti viventi, che altri non sono che le sue antiche vittime.

## Produzione

### Pre-produzione
Claudio Lattanzi è cresciuto sognando di realizzare film prima di incontrare Dario Argento e Michele Soavi. Lattanzi ha assistito Soavi per il suo documentario Il mondo dell'orrore di Dario Argento ed è stato aiuto regista in Deliria. Il produttore di quest'ultimo film, Joe D'Amato, ha poi offerto a Lattanzi la possibilità di dirigere Killing Birds, dopo il rifiuto di Soavi che ha preferito accettare l'offerta di Argento per realizzare La chiesa.
Secondo quanto riportato da Lattanzi, durante le vacanze di Natale del 1986, aveva scritto una storia chiamata Il cancello obsoleto su un produttore discografico che invitava una rock band a registrare in una casa deserta, ignorando che vi fossero sepolti i cadaveri di soldati nazisti. Lattanzi dichiarò che Joe D'Amato gli chiese di rimodellare la storia sostituendo la rock band e i nazisti con gli uccelli. Lattanzi affermò che il nuovo film si sarebbe intitolato Artigli, ma Joe D'Amato volle cambiare nome dicendo che sembrava troppo simile a un documentario sui gatti.
Una sceneggiatura del film è stata poi scritta da Daniele Stroppa con dialoghi inglesi rivisti da Sheila Goldberg. Claudio Fragasso e Rossella Drudi hanno invece sostenuto che Killing Birds provenisse da una loro idea. Il DVD italiano del film include un soggetto in PDF di 12 pagine intitolato Artigli a firma di Lattanzi e Bruna Antonucci, datato 29 gennaio 1987, che lo storico di cinema Roberto Curti ha definito "molto simile alla versione definitiva" e dunque respinto le affermazioni di Fragasso e Drudi.

### Riprese
Il film è stato girato a Thibodaux, in Louisiana, con una piccola troupe composta dagli otto ai nove membri. Il direttore della fotografia era Joe D'Amato sotto il nome di Fred Sloniscko Jr, uno dei suoi numerosi alias.
Alcune fonti attribuiscono la regia del film allo stesso Joe D'Amato, in particolare Rossella Drudi, che ha spiegato come Claudio Lattanzi fosse una figura di facciata poiché D'Amato non poteva essere accreditato su troppe pellicole come produttore e regista. Lattanzi ha riconosciuto i meriti di Joe D'Amato, ma al tempo stesso affermato che il film è stato diretto "in simbiosi", nonché di aver curato personalmente alcune inquadrature e scene. D'Amato ha invece ammesso di aver realizzato le scene con gli effetti speciali, permettendo a Lattanzi di accreditarle a nome proprio.
Nella scena iniziale il dottor Brown è interpretato dallo stesso regista. Inoltre, la casa mostrata all'inizio del film è la stessa usata in ...e tu vivrai nel terrore! - L'aldilà (di Lucio Fulci, 1981).

## Distribuzione

### Data di uscita
- Francia: 13 luglio 1988, col titolo L'attaque des morts-vivants[1]
- Italia: 19 agosto 1988[1]

### Home video
Il film è stato distribuito in videocassetta con il titolo Killing Birds - Raptors, lo stesso usato quando è stato trasmesso dalla televisione italiana. Nel 1993 è comparso sulle frequenze di Italia 7 come Killing Birds - Uccelli assassini. All'estero è stato distribuito sotto vari titoli, tra cui Dark Eyes of the Zombie e Zombie 5: Killing Birds negli Stati Uniti che lo lega alla serie degli zombie movies italiani composta da Zombi, Zombi 2, Zombi 3 e After Death (Oltre la morte). Le più recenti edizioni home video italiane recano il titolo Killing Birds - Zombi 5 o semplicemente Raptors. Nel Regno Unito è stato invece distribuito come Zombie Flesheaters 4.